# Down Beat
A Down Beat (jelentése: az ütem első, legsúlyosabb leütése) a legjelentősebbnek tartott amerikai dzsessz-folyóirat 1934-ben jelent meg először Alfred J. Lipschutz biztosítási ügynök vállalkozásaként.
A lapalapítás idején a zenei lapok egyike sem foglalkozott még a  szubkulturálisnak felfogott dzsesszzenével. Az 1934-ben alapított chicagói lap két év alatt tekintélyes magazinná nőtte ki magát, és öt éven belül elérte a 80 ezres példányszámot. Nagyjából ma is ennyiben jelenik meg.
A Down Beat hamarosan az amerikai dzsessz legfontosabb orgánumává vált.
A rockzene térhódítása válságot okozott a lapnál, váltani kellett. Gyakori lett, hogy rocksztárok szerepeltek a címlapon, de ez részben elidegenítette a dzsesszközönséget. A magazin jelmondata „Jazz, Blues and Beyond” („Jazz, Blues és egyéb”) lett, így mégiscsak a dzsessz maradt a központban.
A lapnak kiterjedt tudósítói hálózata van, és az éves kritikusi szavazásokon mintegy 120 nemzetközi szavazat alapján alakul ki a zenészek rangsorolása.

## Hírességek Csarnoka
Tekintélyes zenészek, szakemberek választják ki évről évre a Hírességek Csarnokába (Hall of Fame) kerülő zenészeket:
- 1952: Louis Armstrong
- 1953: Glenn Miller
- 1954: Stan Kenton
- 1955: Charlie Parker
- 1956: Duke Ellington
- 1957: Benny Goodman
- 1958: Count Basie
- 1959: Lester Young
- 1960: Dizzy Gillespie
- 1961: Billie Holiday, Coleman Hawkins
- 1962: Miles Davis, Bix Beiderbecke
- 1963: Thelonious Monk, Jelly Roll Morton
- 1964: Eric Dolphy, Art Tatum
- 1965: John Coltrane, Earl Hines
- 1966: Bud Powell, Charlie Christian
- 1967: Billy Strayhorn, Bessie Smith
- 1968: Wes Montgomery, Sidney Bechet,
Fats Waller
- 1969: Ornette Coleman, Pee Wee Russell,
Jack Teagarden
- 1970: Jimi Hendrix, Johnny Hodges
- 1971: Charles Mingus, Roy Eldridge,
Django Reinhardt
- 1972: Gene Krupa, Clifford Brown
- 1973: Sonny Rollins, Fletcher Henderson
- 1974: Buddy Rich, Ben Webster
- 1975: Cannonball Adderley, Cecil Taylor
- 1976: Woody Herman, King Oliver
- 1977: Paul Desmond, Benny Carter
- 1978: Joe Venuti, Rahsaan Roland Kirk
- 1979: Ella Fitzgerald, Lennie Tristano
- 1980: Dexter Gordon, Max Roach
- 1981: Art Blakey, Bill Evans
- 1982: Art Pepper, Fats Navarro
- 1983: Stéphane Grappelli, Albert Ayler
- 1984: Oscar Peterson, Sun Ra
- 1985: Sarah Vaughan, Zoot Sims
- 1986: Stan Getz, Gil Evans
- 1987: Lionel Hampton, Johnny Dodds, Thad Jones, Teddy Wilson
- 1988: Jaco Pastorius, Kenny Clarke
- 1989: Woody Shaw, Chet Baker
- 1990: Red Rodney, Mary Lou Williams
- 1991: Lee Morgan, John Carter
- 1992: Maynard Ferguson, James P. Johnson
- 1993: Gerry Mulligan, Ed Blackwell
- 1994: Dave Brubeck, Frank Zappa
- 1995: J. J. Johnson, Julius Hemphill
- 1996: Horace Silver, Artie Shaw
- 1997: Nat King Cole, Tony Williams
- 1998: Frank Sinatra, Elvin Jones
- 1999: Milt Jackson, Betty Carter
- 2000: Clark Terry, Lester Bowie
- 2001: Joe Henderson, Milt Hinton
- 2002: Antônio Carlos Jobim, John Lewis
- 2003: Ray Brown, Wayne Shorter
- 2004: McCoy Tyner, Roy Haynes
- 2005: Herbie Hancock, Steve Lacy
- 2006: Jimmy Smith, Jackie McLean
- 2007: Michael Brecker, Andrew Hill
- 2008: Keith Jarrett, Joe Zawinul
- 2009: Freddie Hubbard, Hank Jones
- 2010: Muhal Richard Abrams, Chick Corea
- 2011: Ahmad Jamal, Abbey Lincoln
- 2012: Ron Carter, Paul Motian
- 2013: Pat Metheny, Charlie Haden
- 2014: B. B. King, Jim Hall
- 2015: Tony Bennett, Lee Konitz
- 2016: Phil Woods, Randy Weston
- 2017: Wynton Marsalis, Don Cherry
- 2018: Ray Charles, Benny Golson
- 2019: Cécile McLorin Salvant, ?
- 2020: George Benson, ?
- 2021: Roy Hargrove, Carla Bley
- 2022: Kenny Barron, Geri Allen
- 2023: ?